# Kínai rock
A kínai rockzene (más néven C-rock, kínaiul: 中国摇滚, pinjin: Zhōngguó yáogǔn, magyaros átírással: csungkuo jaokun) a rockzene kínai nyelvű műfaja. A műfajon belül beszélhetünk mandorockról és kantorockról, attól függően, hogy a dalok nyelve mandarin vagy kantoni.

## Története

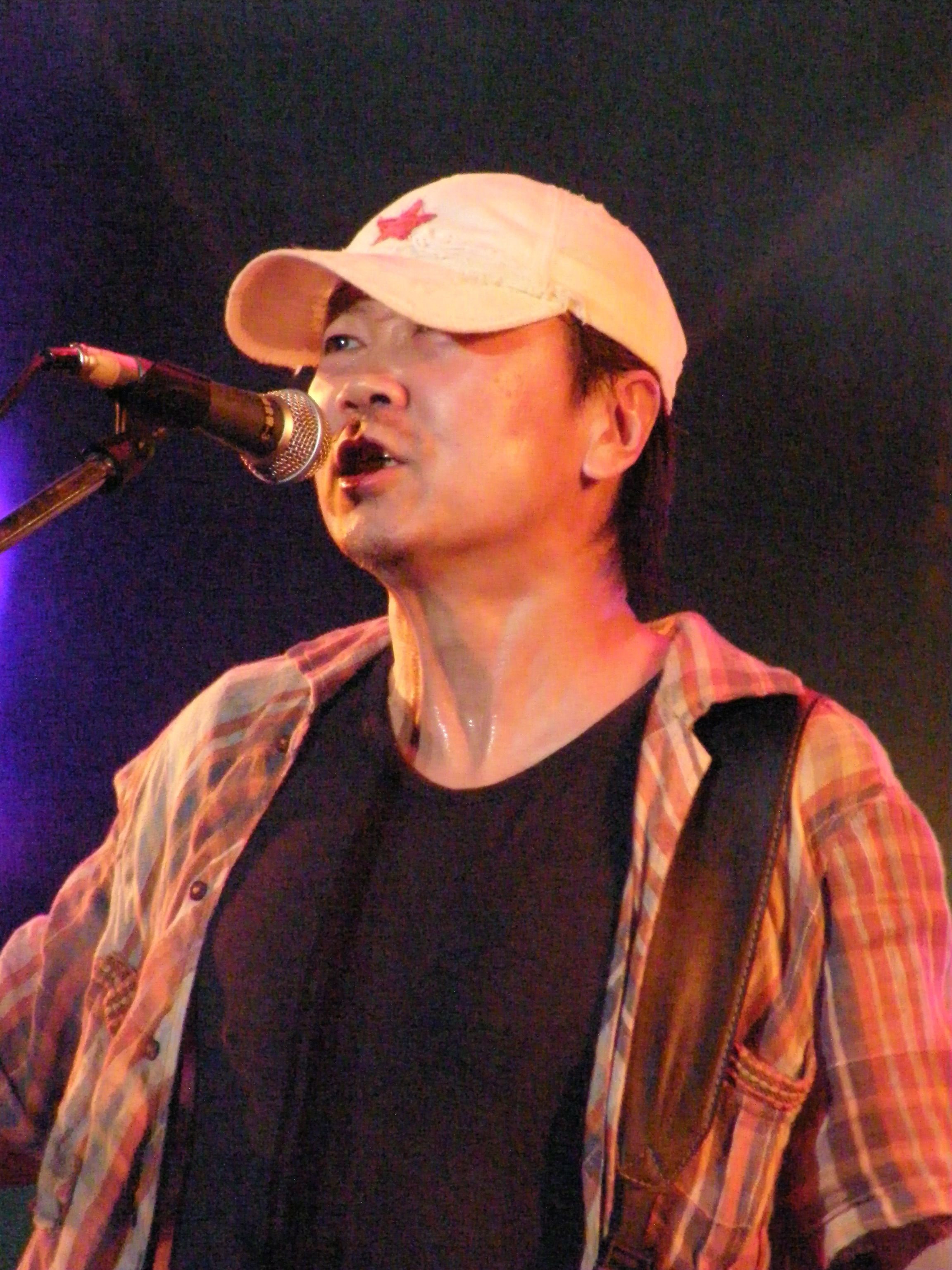
Cuj Csien (Cui Jian) koncert közben, 2007-ben

A kínai rockzene szülőhelye és központja Peking (ellentétben például a popzenével, ami mára már tajvani központú). Az első rockegyüttesek az 1980-as években jöttek létre, főképp szállodák bárjaiban léptek fel és nyugati feldolgozásokat játszottak.
A kínai rock atyjának Cuj Csient (Cui Jiant) tartják, akik eredetileg a Pekingi Filharmonikusoknál játszott trombitán. Az áttörést 1985-ben, egy tehetségkutató versenyen érte el, ami után új együttest alakított ADO néven (melynek magyar basszusgitárosa volt), s kiadta a kínai rock egyik mérföldkövének számító Hszin Csangcseng lusang tö jaokun (Xin Changzheng lushang de yaogun) című lemezét.
Cuj (Cui) munkássága nyomán sorra alakultak a rockzenekarok, 1987-ben alakult például a glam rockot játszó, mai napig is fellépő Hejpao (Heibao). Ebből az együttesből vált ismertté a kínai rockélet két kimagasló egyénisége, Tao Vej (Dao Wei) és Ting Vu (Ding Wu). Utóbbi alakította meg Kína első heavy metal-együttesét, a Tang csao (Tang chao)t.
1993-ban megnyílt az ország első rockiskolája, a Beijing Midi Music School, mely minden évben rangos rockfesztivált is szervez.

## Helyzete a mai Kínában
A kínai rockzene tágabb fogalom, mint Európában vagy az Amerikai Egyesült Államokban megszokott. A kínaiak ide sorolnak minden olyan előadót, akinek a dalaiban élő hangszerek (elektromos gitár, dob stb) szólalnak meg és a dalszövegek túlmutatnak a mando- illetve kantopop szokásos behatárolt érzelemvilágán.
A kínai rockzene meglehetősen periférikus helyzetben van a kínai popzenével szemben, az együttesek és a közönség zöme is a nagyvárosokban, főképp az egyetemi kampuszok környékén koncentrálódnak.